# Signatur (Modelltheorie)
In der mathematischen Logik und insbesondere in der Modelltheorie besteht eine Signatur aus der Menge der Symbole, die in der betrachteten Sprache zu den üblichen, rein logischen Symbolen hinzukommt, und einer Abbildung, die jedem Symbol der Signatur eine Stelligkeit eindeutig zuordnet. Während die logischen Symbole wie {\displaystyle \forall ,\exists ,\land ,\lor ,\rightarrow ,\leftrightarrow ,\neg } stets als „für alle“, „es gibt ein“, „und“, „oder“, „folgt“, „äquivalent zu“ bzw. „nicht“ interpretiert werden, können durch die semantische Interpretation der Symbole der Signatur verschiedene Strukturen (insbesondere Modelle von Aussagen der Logik) unterschieden werden. Die Signatur ist der spezifische Teil einer elementaren Sprache.
Beispielsweise lässt sich die gesamte Zermelo-Fraenkel-Mengenlehre in der Sprache der Prädikatenlogik erster Stufe und dem einzigen Symbol {\displaystyle \in } (neben den rein logischen Symbolen) formulieren; in diesem Fall ist die Symbolmenge der Signatur gleich {\displaystyle \{\in \}}.

## Motivation
Sollen Aussagen über ein bestimmtes Gebiet formalisiert werden, ist zunächst zu entscheiden, über welche Objekte und welche Beziehungen Aussagen getroffen werden sollen. Für jedes benennbare Objekt wird eine Konstante eingeführt und für jede Beziehung ein Relationssymbol.
Beispielsweise, um über die Anordnung von natürlichen Zahlen zu sprechen, wird für jede Zahl eine Konstante eingeführt und Relationssymbole {\displaystyle <} (kleiner als) und {\displaystyle >} (größer als).
Meistens braucht man darüber hinaus noch Funktionen, mit denen man über den Konstanten rechnen kann, z. B. ein Symbol {\displaystyle (+)} für die Addition der natürlichen Zahlen.
Somit gibt es drei Arten von Symbolen, die in Signaturen vorkommen können:
- Konstantensymbole: Sie stehen für genau einen Wert.
- Funktionssymbole: Sie stehen jeweils für eine eindeutige Zuordnung von Werten auf andere.
- Relationssymbole (Prädikate): Sie stehen jeweils für eine Beziehung, also für eine Zuordnung von Werten zueinander, die nicht eindeutig sein muss. Eine Beziehung wird oft ausgedrückt als die Teilmenge aller Tupel, für die das Prädikat gilt.

## Einordnung und Abgrenzung
Nicht zur Signatur gehören Variablensymbole, deren Wert in der Formel nicht interpretiert wird, und weitere Zeichen, die dem Aufbau einer Aussage bzw. Formel dienen. Alle diese Zeichen gemeinsam bilden die von der Signatur erzeugte „elementare Sprache“. Eine Sprache {\displaystyle L} umfasst also mehr Zeichen als die zugehörige Signatur {\displaystyle {\boldsymbol {S}}(L).}
Die zur Bildung logischer Aussagen und Formeln erlaubten Zeichen kann man somit grob einteilen in
- Zeichen, die die Struktur (den Aufbau) der Aussage oder Formel definieren:
  - Junktorensymbole, zum Beispiel {\displaystyle \land ,\lor ,\rightarrow ,\leftrightarrow ,\neg }
  - Quantorensymbole, zum Beispiel {\displaystyle \forall ,\exists ,\exists ^{1}}
- Terminale Zeichen, die für Werte und deren Beziehungen stehen:
  - Variablen, zum Beispiel {\displaystyle x_{0},x_{1},x_{2},\ldots }
  - Symbole der Signatur
    - Konstantensymbole, zum Beispiel {\displaystyle 0,1,e}
    - Funktionssymbole, zum Beispiel {\displaystyle +,{}^{-1},f}
    - Relationssymbole (Prädikate), zum Beispiel {\displaystyle \sim ,<,\in }
- Technische Zeichen
  - Gliederungszeichen,[3] wie die Klammern {\displaystyle (,)}
  - andere, wie {\displaystyle {\boldsymbol {,}}} (Komma) {\displaystyle \dots }

Manche Autoren verzichten auf einen Teil der Junktoren und Quantoren, z. B. kann {\displaystyle \exists ^{1}} mit Hilfe der anderen dieser Zeichen erklärt werden. Unter Ausnutzung der Dualität können {\displaystyle \land ,\forall } (oder umgekehrt {\displaystyle \lor ,\exists }) entfallen.
Terme gehören nicht zur Signatur, diese werden aber aus den logischen Symbolen, den Variablen und den Funktionen- und Konstantensymbolen der Signatur und aus Variablen nach festen Bildungsregeln aufgebaut.
Werden Terme als Argumente in die Relationssymbole eingesetzt, entstehen atomare Aussagen der Prädikatenlogik. Auch Vergleiche von Termen {\displaystyle t_{1}=t_{2}} gelten in der Prädikatenlogik als atomare Aussagen. Aus ihnen können durch Verknüpfungen (Junktoren und Quantoren) zusammengesetzte Aussagen gebildet werden, siehe Prädikatenlogik erster Stufe §Ausdrücke.

## Definition
Es seien {\displaystyle {\mathcal {C}},{\mathcal {F}}} und {\displaystyle {\mathcal {R}}} paarweise disjunkte Mengen von nichtlogischen Zeichen. Man nennt dann jedes Zeichen in {\displaystyle {\mathcal {S}}:={\mathcal {C}}\cup {\mathcal {F}}\cup {\mathcal {R}}} ein Symbol und {\displaystyle {\mathcal {S}}} eine Symbolmenge, wenn durch eine Abbildung {\displaystyle \sigma \colon {\mathcal {S}}\to \mathbb {N} _{0}} jedem Zeichen in {\displaystyle {\mathcal {S}}} wie folgt eine Stelligkeit genannte Zahl eindeutig zugeordnet wird:
- {\displaystyle \sigma (c)=0} für alle {\displaystyle c\in {\mathcal {C}},}
- {\displaystyle \sigma (f)\in \mathbb {N} } für alle {\displaystyle f\in {\mathcal {F}}} und
- {\displaystyle \sigma (R)\in \mathbb {N} } für alle {\displaystyle R\in {\mathcal {R}}.}

{\displaystyle {\boldsymbol {S}}:=({\mathcal {S}},\sigma )} heißt dann eine Signatur und jedes {\displaystyle c\in {\mathcal {C}}} wird als ein Konstantensymbol, jedes {\displaystyle f\in {\mathcal {F}}} als ein Funktionssymbol und jedes {\displaystyle R\in {\mathcal {R}}} als ein Relationssymbol bezeichnet.
Eine Signatur {\displaystyle {\boldsymbol {S}}=({\mathcal {S}},\sigma )} heißt endlich, falls {\displaystyle {\mathcal {S}}} eine endliche Menge ist. Wenn eine Signatur keine Relationssymbole hat, wird sie eine algebraische Signatur genannt, wenn sie dagegen keine Konstanten- und keine Funktionssymbole besitzt, eine relationale Signatur.

## Semantik einer Signatur

### Strukturen
{\displaystyle {\boldsymbol {S}}=({\mathcal {S}},\sigma )} sei eine Signatur und es bestehe die Menge {\displaystyle {\mathcal {C}}} aus allen Konstantensymbolen {\displaystyle c\in {\mathcal {S}},} die Menge {\displaystyle {\mathcal {F}}} aus allen Funktionssymbolen {\displaystyle f\in {\mathcal {S}}} sowie die Menge {\displaystyle {\mathcal {R}}} aus allen Relationssymbolen {\displaystyle R\in {\mathcal {S}}.} Weiterhin bezeichne {\displaystyle A} eine nichtleere Menge und {\displaystyle {\boldsymbol {A}}:=A\cup \{B\mid B\subseteq A^{n}{\text{ für ein }}n\in \mathbb {N} \}=A\cup \textstyle \bigcup _{n\in \mathbb {N} }} {\displaystyle {\mathcal {P}}(A^{n})}. Ist dann {\displaystyle \alpha \colon {\mathcal {S}}\to {\boldsymbol {A}}} eine Abbildung, sodass
- {\displaystyle \alpha (c)\in A} eine Konstante ist für jedes {\displaystyle c\in {\mathcal {C}},}
- {\displaystyle \alpha (f)\colon \,A^{\sigma (f)}\to A} eine Funktion ist für jedes {\displaystyle f\in {\mathcal {F}}} [14] und
- {\displaystyle \alpha (R)\subseteq A^{\sigma (R))}} eine Relation ist für jedes {\displaystyle R\in {\mathcal {R}},}[15]

so nennt man {\displaystyle \alpha } Interpretationsfunktion und {\displaystyle {\mathcal {A}}:=(A,\alpha )={\bigl (}A,(\alpha (s))_{s\in S}{\bigr )}={\bigl (}A,(\alpha (c))_{c\in {\mathcal {C}}}\cup (\alpha (f))_{f\in {\mathcal {F}}}\cup (\alpha (R))_{R\in {\mathcal {R}}}{\bigr )}} eine Struktur der Signatur {\displaystyle {\boldsymbol {S}}} oder kurz eine {\displaystyle {\boldsymbol {S}}}-Struktur. Man findet dann auch die Bezeichnungsweisen {\displaystyle c^{\mathcal {A}}=\alpha (c),R^{\mathcal {A}}=\alpha (R),f^{\mathcal {A}}=\alpha (f)}. {\displaystyle A} ist dann die Grundmenge, die Trägermenge oder kurz der Träger von {\displaystyle {\mathcal {A}}.}  Falls {\displaystyle A} eine endliche Menge ist, so heißt ebenso {\displaystyle {\mathcal {A}}} endlich, sonst unendlich.

### Interpretationen
Die Signatur {\displaystyle {\boldsymbol {S}}} erhält durch eine {\displaystyle {\boldsymbol {S}}}-Struktur {\displaystyle {\mathcal {A}}=(A,\alpha )} und eine Deutung oder Interpretation von Variablen eine bestimmte semantische Bedeutung:
Sei {\displaystyle {\mathcal {V}}=\{x_{0},x_{1},x_{2},\dots \}} die Menge der Variablensymbole. Eine Variablenbelegung ist dann eine (eventuell auch nur partielle) Abbildung {\displaystyle \beta \colon {\mathcal {V}}\not \to A}. wird eine Belegung der {\displaystyle {\boldsymbol {S}}}-Struktur {\displaystyle {\mathcal {A}}} genannt. {\displaystyle {\boldsymbol {I}}:=({\mathcal {A}},\beta )} heißt dann eine Interpretation der Signatur {\displaystyle {\boldsymbol {S}}} oder kurz eine {\displaystyle {\boldsymbol {S}}}-Interpretation.

## Vielsortige Signaturen
Für die Beschreibung vielsortiger Strukturen, wie z. B. heterogener Algebren (Moduln, Vektorräume, K-Algebren, Lie-Algebren etc.) mit mehreren Trägermengen kann man mehr- oder vielsortige Signaturen einführen. Bei diesen kommen zu den Funktions- und Relationssymbolen noch die Sorten, Bezeichnungen für die Trägermengen, hinzu. Eine n-stellige Relation ist eine Teilmenge des n-fachen kartesischen Produktes einer Sequenz der Trägermengen. Der Argumentbereich einer n-stelligen Funktion ist ein ebensolches Produkt, dazu kommt noch eine der Trägermengen für den Wertebereich.
Mehrsortigkeit kann zwar immer auf Einsortigkeit zurückgeführt werden, indem man die Sortenzugehörigkeit für jede Sorte als einstellige Relation (Sortenprädikat) hinzunimmt. Im Gegensatz zur Prädikatenlogik zweiter Stufe mit Relationsvariablen bedeutet Vielsortigkeit keine Steigerung der Mächtigkeit der Theorie, etwa in Bezug auf Fragen nach Beweisbarkeit. Dafür genügt es, den einsortigen Fall zu betrachten. Falsche Sortenzuordnungen (wie {\displaystyle a={\overrightarrow {b}}}, wenn {\displaystyle a} und {\displaystyle {\overrightarrow {b}}} verschiedenen Sorten zugehören, z. B. Skalar und Vektor) erscheinen dann aber nicht mehr als syntaktische Fehler. Mehrsortige Strukturen bilden ein mengentheoretisches Modell für die Datentypen in der Informationstechnologie, insbesondere bei Datenbanken, weshalb ihnen eine erheblich praktische Bedeutung zukommt. Darüber hinaus ist Mehrsortigkeit eine Möglichkeit, den mit Typentheorien verbundenen Belangen auf mengentheoretischer Basis Rechnung zu tragen.
Zu den Mengen {\displaystyle {\mathcal {F}}_{0}}  für die Funktions- und {\displaystyle {\mathcal {R}}_{0}} für die Relationssymbole kommt noch eine weitere endliche, nichtleere Sortenmenge {\displaystyle T} nichtlogischer Zeichen hinzu. Die Signatur eines Funktions- oder Relationssymbols ist jetzt nicht mehr einfach eine Zahl von Argumenten aus {\displaystyle \mathbb {N} _{0}}, sondern hat deren Sorten zu respektieren.
Die Argumentsorten bilden daher n-Tupel mit der Stelligkeit n. Für Funktionen kommt noch die Bildsorte hinzu, so dass sich insgesamt ein (n+1)-Tupel ergibt. Die Tupel können als Wörter über dem Sortenalphabet {\displaystyle T} verstanden werden, d. h. als Elemente der Kleeneschen Hülle {\displaystyle T^{*}}. Sie werden als Typ des Relations- bzw. Funktionssymbols bezeichnet: {\displaystyle \tau (R),\tau (S)}. Die Signatur setzt sich dann aus der Sortenmenge, der Symbolmenge {\displaystyle {\mathcal {S}}={\mathcal {F}}_{0}\cup {\mathcal {R}}_{0}}, und der Typ-Abbildung {\displaystyle \tau } zusammen: {\displaystyle {\boldsymbol {S}}:=(T,{\mathcal {S}},\tau )}.